# Тримата мускетари: Милейди
„Тримата мускетари: Милейди“ (на френски: Les Trois Mousquetaires: Milady) е епичен приключенски филм от 2023 година на режисьора Мартин Бурбулон, втората част от дуология, базирана на романа на Александър Дюма „Тримата мускетари“.

## Сюжет
Внимание:  Текстът по-долу разкрива сюжета на произведението (или части от него)!
Д'Артанян е заловен от агенти на Гастон, по-малкият брат на крал Луи XIII и предполагаем наследник. Д'Артанян успява да избяга от похитителите си и в замяна залавя граф дьо Шале, главния привърженик на Гастон. Д'Артанян нарежда на дьо Шале да го отведе в затворническата килия, където е държана любимата му Констанс, но неочаквано намира Милейди де Уинтър окована там. За да се спаси, Д'Артанян помага на Милейди да се освободи и те заедно бягат в гората...

## Актьорски състав
| Актьор              | Роля                                                                     |
| ------------------- | ------------------------------------------------------------------------ |
| Франсоа Сивил       | д'Артанян                                                                |
| Венсан Касел        | Атос                                                                     |
| Ромен Дюрис         | Арамис                                                                   |
| Пио Мармаи          | Портос                                                                   |
| Луис Гарел          | Луи XIII                                                                 |
| Вики Крипс          | Анна Австрийска                                                          |
| Лина Худри          | Констанс Бонасьо – прислужница на Ана Австрийска и нейна вярна помощница |
| Эрик Руф            | Арман Жан дю Плеси дьо Ришельо                                           |
| Ева Грийн           | Милейди де Уинтър – злодейка прелъстителка, шпионка на кардинал Ришельо  |
| Джейкъб Форчън-Лойд | херцог Бъкингам                                                          |
| Доминик Валадие     | Мария де Медичи                                                          |
| Жулиен Фризон       | Гастон Орлеански                                                         |
| Тибо Винсон         | Хорас Сен Бланкар – водач на хугенотските бунтове                        |
| Марк Барбе          | Жан-Арман дьо Тревил                                                     |
| Патрик Мил          | граф дьо Шале – придворен на Гастон Орлеански                            |
| Камила Ръдърфорд    | Матилда д'Ербле – сестрата на Арамис                                     |
| Алексис Михалик     | Вилньов дьо Ради                                                         |